# Solter propheticus
Solter propheticus är en insektsart som beskrevs av Hölzel 1981. Solter propheticus ingår i släktet Solter och familjen myrlejonsländor. Inga underarter finns listade i Catalogue of Life.